# 续·我们的太阳 太阳少年强戈
《續・我們的太陽 太陽少年強哥》是一款由Konami Computer Entertainment Japan公司制作、科乐美发行的动作冒险游戏。本游戏最初于2004年7月22日在日本地区Game Boy Advance发行。
游戏的卡带含有一个太阳光传感器，用于探测太阳光。
游戏的大部分玩法与前作类似。
本游戏收到普遍好评。在日本地区，《Fami通》给予本游戏32/40的分数。